# Buteogallus meridionalis
Buteogallus meridionalis là một loài chim trong họ Accipitridae.

## Hình ảnh

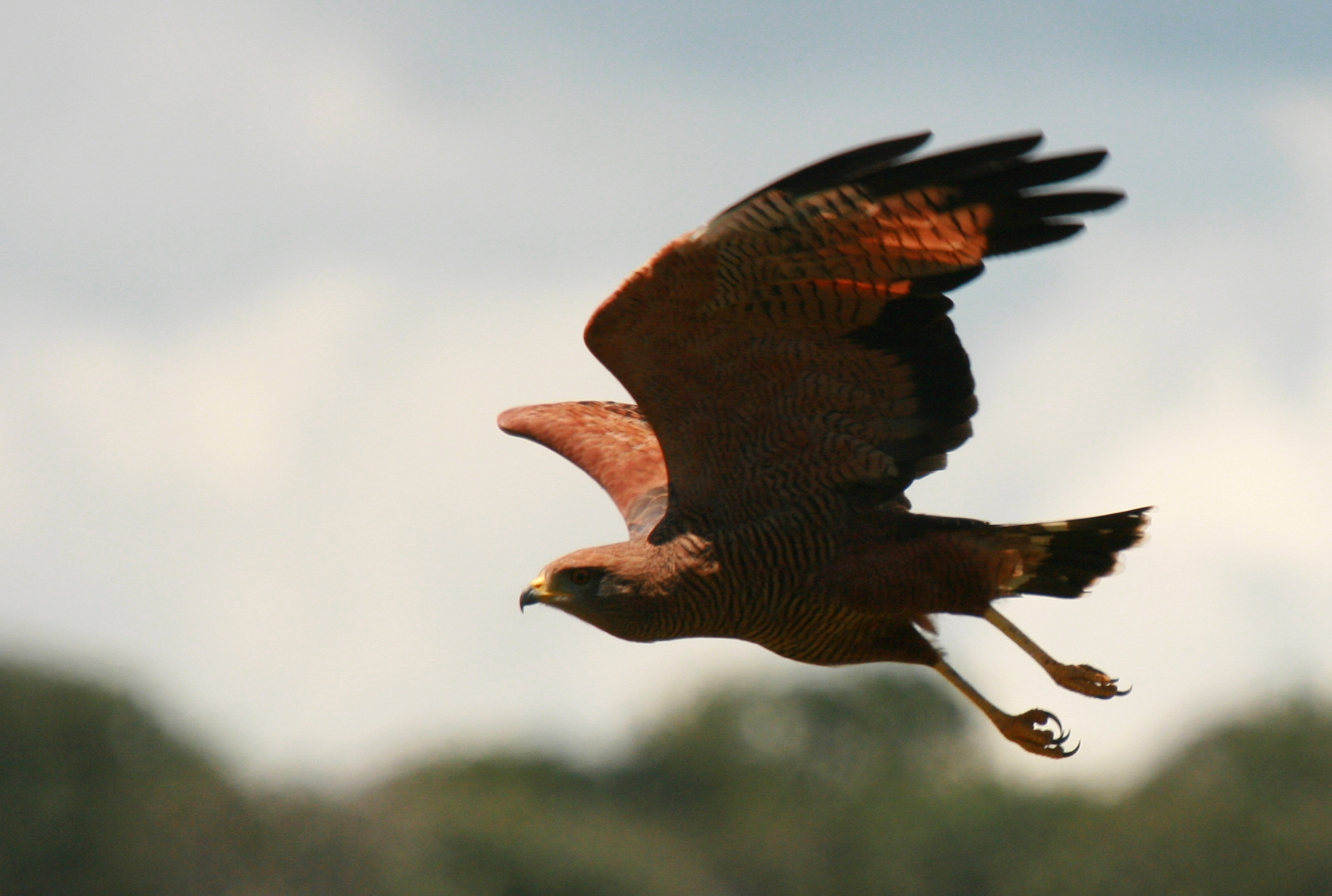
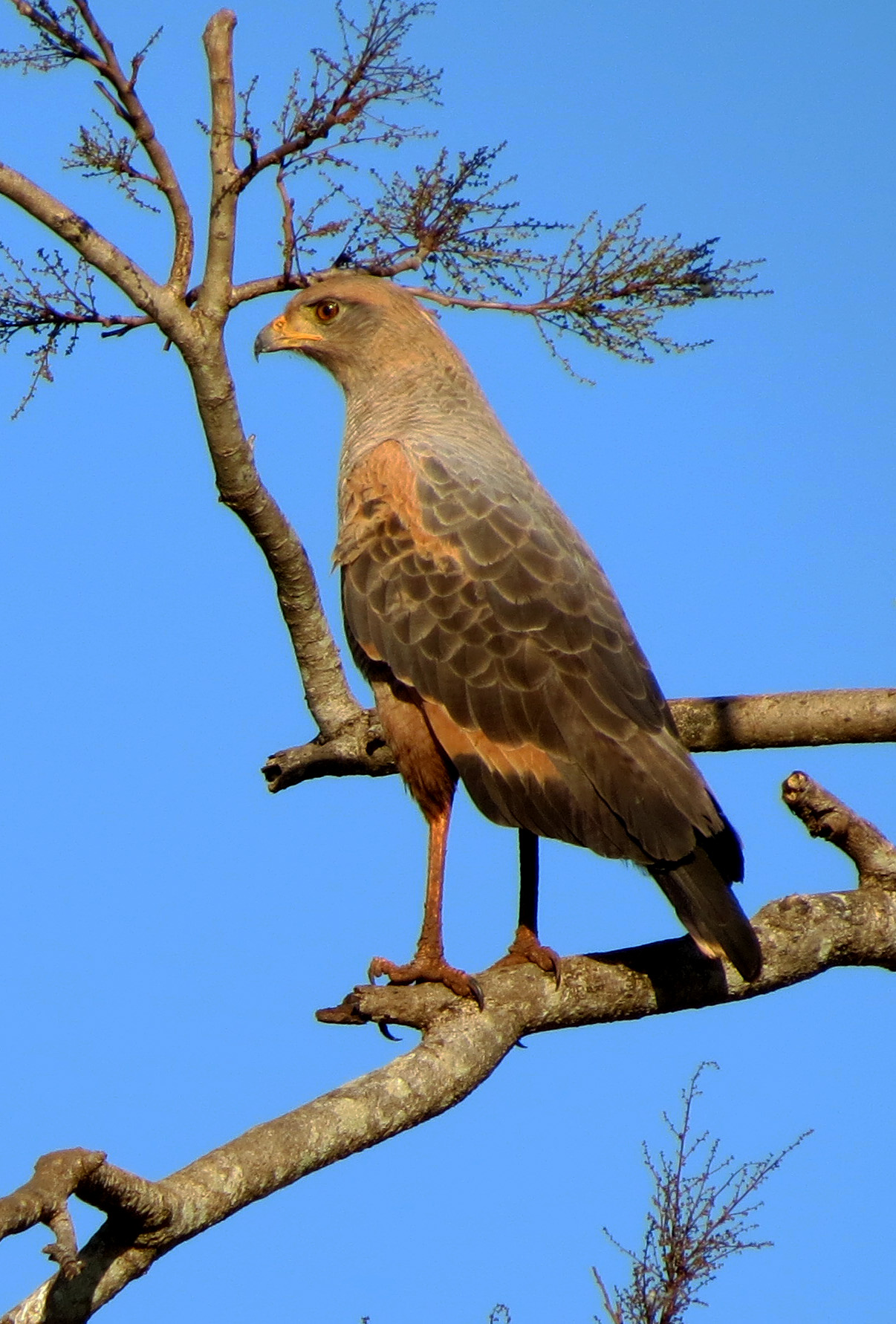